# Király-Gyenge család
A szegedi és felsőkisteleki Király-Gyenge család vagyonos és befolyásos redemptus família volt a Jászkun kerületben.
A szegedi eredetű család ősei a hagyomány szerint egyszerű juhászsorból küzdötték fel magukat, s lettek katolikus létükre Kiskunhalas szinte kizárólag református redemptus rétegének egyik legmeghatározóbb családja, mely a 18. századtól meghatározó szerepet játszott Halas és a Kiskunság politikai, gazdasági és kulturális életében.
A család neve 1720-as halasi összeírásban még nem szerepel. Király János 1745-ben 102 rhénes forintért és 10 dénárért vásárolt redempcinális jusst, ugyanőt, már 1742-ben is említi a református templom tornyának építésére emlékeztető levél. Király Mártont 1752-ben nemfizetés miatt törölték a redemptusok sorából. 1821-ben Király-Gyenge Mihály adományából renoválták meg a kiskunhalasi katolikus templomot és építették újjá az iskolát, 1825-ben pedig Király Gy. István állíttatta katolikus temető keresztjeit, Krisztus keresztjének talapzatán ez a felírás áll: „Öreg Gyenge Király István istenes költségén 1825.” A 19. század második felében a szegedi és felsőkisteleki Király-Gyenge család család már az egyik legjelentősebb földbirtokos Kiskunhalason és Kiskunmajsán. 1863-ban és 1895-ben is Halas város virilistái, legnagyobb adófizető polgárai között találjuk az egyes családtagokat, jóval ezer hold feletti birtokkal. A 20. század derekán Király-Gyenge Ábel birtokot adományozott a zsanai templom felépítéséhez és 1962-ben halálakor díszsírhelyet kapott a kiskunhalasi temetőben. A fő birtoktestek az előnevet adó Felsőkistelek valamint Balota, Pirtó, Zsana, Öregszőlők, Bodoglár, Eresztő és Tajó területén feküdtek.